# فرودگاه جرزی
فرودگاه جرزی (به انگلیسی: Jersey Airport) یک فرودگاه همگانی مسافربری با کد یاتا JER است که یک باند فرود آسفالت دارد و طول باند آن ۱۷۰۶ متر است. این فرودگاه در کشور جرزی قرار دارد و در ارتفاع ۸۴ متری از سطح دریا واقع شده‌است.

## شرکت‌های هواپیمایی و مقصدهای پروازی

### مسافری
| شرکت‌های هواپیمایی                             | مقصدهای پروازی |
| --------------------------------------------- | --- |
| Aer Lingus Regional اجرا توسط استوبارت ایر    | فصلی: دوبلین |
| آسترین ایرلاینز                               | چارتر فصلی: وین |
| بریتیش ایرویز                                 | گاتویک |
| کارپات‌ایر                                     | چارتر فصلی: زوریخ |
| CityJet اجرا توسط Danish Air Transport        | چارتر فصلی: گوئرنزی، روتردام دی‌هیگ |
| ایزی‌جت                                        | گلاسگو، جان لنون لیورپول، گاتویک فصلی: بلفاست، لوتن لندن، جنوبی لندن، نیوکاسل |
| یورو وینگز اجرا توسط جرمن‌وینگز                | فصلی: دوسلدورف |
| فلای‌بی                                        | بیرمنگام، کاردیف، دونکاستر شفیلد رابین‌هود، ایست میدلند، اکستر, گوئرنزی، منچستر، ساوت‌همپتون فصلی: آبردین، درم تیز ولی، دوسلدورف، ادینبرو، ژنو، گلاسگو، هامبرساید، اینورنس، نوریچ چارتر فصلی: مالاگا |
| فلای‌بی اجرا توسط بلو آیلندز                   | بریستول، گوئرنزی، لندن سی‌تی، ساوت‌همپتون فصلی: ژنو چارتر فصلی: زوریخ |
| فلای‌بی اجرا توسط Loganair                     | فصلی: نوریچ (پایان در ۳۱ اوت ۲۰۱۷) |
| جرمنیا                                        | چارتر فصلی:, فارو، کریستیانو رونالدو، فرنسیسکو جسا کارنئیرو |
| جت۲.کام                                       | فصلی: لیدز برادفورد |
| Loganair                                      | فصلی: نوریچ (آغاز از ۱ سپتامبر ۲۰۱۷) |
| لوفت‌هانزا رجینال اجرا توسط لوفت‌هانزا سیتی‌لاین | فصلی: مونیخ |
| پریمرا ایر                                    | چارتر فصلی: بیلاند، کپنهاگ |
| اسکای‌ورک ایرلاینز                             | فصلی: بازل-مولوز-فرایبورگ اروپا، برن |
| ولوتی                                         | چارتر فصلی: بارسلونا-ال پرات، پالما د مایورکا، تنریف جنوبی |

As well as direct services, فلای‌بی operates flights from Jersey to Birmingham and Exeter with an immediate stop in Guernsey. There are also periodic چارتر هوایی to European holiday destinations.

### باری
| شرکت‌های هواپیمایی | مقصدهای پروازی       |
| ----------------- | -------------------- |
| Atlantic Airlines | ایست میدلند، گوئرنزی |

Cargo flights, including daily mail and paper services, which are handled by OceanAir Express Logistics, are اجرا توسط Atlantic Airlines and آروی‌ال اوییشن.